# Pedro Romero (football)
Pedro Romero, né le 12 avril 1937 au Mexique, est un joueur de football mexicain, qui évoluait au poste de milieu de terrain.

## Biographie

### Carrière en club
Avec le Deportivo Toluca, il remporte un championnat du Mexique, et une Supercoupe du Mexique.

### Carrière en sélection
Avec l'équipe du Mexique, il figure dans le groupe des sélectionnés lors de la Coupe du monde de 1962. Il ne joue toutefois aucun match lors de cette compétition.

## Palmarès
- Champion du Mexique en 1967 avec le Deportivo Toluca
- Vainqueur de la Supercoupe du Mexique en 1967 avec le Deportivo Toluca[2]